# Morakot Sangtaweep
Morakot Sangtaweep (tiếng Thái: มรกต แสงทวีป, phiên âm: Mo-ra-cót Seng-tha-víp, sinh ngày 1 tháng 2 năm 1994) hay Aimee (เอมมี่) là một nữ diễn viên, người mẫu và người dẫn chương trình người Thái Lan và đăng quang cuộc thi Hoa hậu Hoàn vũ Thái Lan 2004.

## Cuộc thi sắc đẹp
Ngày 27 tháng 03 năm 2004, Morakot Kittisara đăng quang Hoa hậu Hoàn vũ Thái Lan lần thứ năm tại Băng Cốc, Thái Lan.
Cô đại diện Thái Lan tham dự Hoa hậu Hoàn vũ 2004, tổ chức ở Centro de Convenciones CEMEXPO, Quito, Ecuador ngày 01 tháng 06 nhưng không lọt Top 15 chung cuộc. Chiến thắng thuộc về Jennifer Hawkins đến từ Úc.

## Các bộ phim đã từng tham gia

### Phim truyền hình
| Năm  | Tựa                                                                                   | Vai              | Đài       | Đóng với                                                     |
| ---- | ------------------------------------------------------------------------------------- | ---------------- | --------- | ------------------------------------------------------------ |
| 2004 | Longthang Rak                                                                         | Lerlaksamee      | Channel 7 | Nattawut Skidjai                                             |
| 2005 | Sing Motorsai Kab Yaituasab                                                           | Khanomphing      | Channel 7 | Atsadawut Luengsuntorn                                       |
| 2005 | Faa Krajang Dao                                                                       | Wimanin          | Channel 7 | Nattawut Skidjai & Woranuch Bhirombhakdi                     |
| 2005 | Sueb Sao Rao Rak                                                                      | Chalida          | Channel 7 | Rapeepat Eakpankul & Khemanit Jamikorn                       |
| 2006 | Duay Rang Hang Rak                                                                    | Piyaphatch       | Channel 7 | Sarunyu Winaipanit                                           |
| 2006 | Lek Lai                                                                               | Phim             | Channel 7 | Rungsiroj Phanpeng & Pornrampa Sookdaipung & Nawapol Puwadol |
| 2007 | Girl Cup Rab Huajai Sai Pratoo                                                        | Kesorn           | Channel 7 | Nawapol Puwadol                                              |
| 2007 | Nongmeow Khiaw Phetch                                                                 | Phetchnaree      | Channel 7 | Siwat Chotchaicharin & Savika Chaiyadej                      |
| 2007 | Phiang Phuen Fa                                                                       | Chongkho         | Channel 7 | Siwat Chotchaicharin & Thikumporn Rittapinun                 |
| 2008 | Phoot Maenam Khong (Hồn ma của sông Mê Kông)                                          | Thor-hook        | Channel 7 | Sukollawat Kanarot & Warattaya Nilkuha                       |
| 2008 | Montra Hang Rak (Sức mạnh tình yêu)                                                   | Miki             | Channel 7 | Santi Visaboonchai & Warattaya Nilkuha                       |
| 2008 | Phik Fa La Tawan                                                                      | Meena            | Channel 7 | Jirapat Soottapanya                                          |
| 2009 | Saphai Jaided                                                                         | Srikanda         | Channel 7 | Cameo                                                        |
| 2010 | Ngao Huajai (Bóng tối tình yêu)                                                       | Chidchom         | Channel 7 | Rangsit Sirananon                                            |
| 2010 | Khunmor Mor 3                                                                         | Makongkaew       | Channel 7 | Siwat Chotchaicharin                                         |
| 2011 | Lui                                                                                   | Fangkaew         | Channel 7 |                                                              |
| 2011 | Mooban Samranrak                                                                      | Som              | Channel 7 | Anuwat Choocherdratana                                       |
| 2012 | Krabuebal (Đừng đụng đến chàng Sửu của tôi)                                           | Orn-anong        | Channel 7 |                                                              |
| 2012 | Ubatihet (Tình yêu xui xẻo)                                                           | Nontaree / "Non" | Channel 7 | Patcharapa Chaichua & Akkaphan Namart                        |
| 2013 | Aya Ruk                                                                               | Son              | Channel 7 | Arnus Panich                                                 |
| 2013 | Fa Jarod Sai (Thiên đường cát)                                                        | Kasfiya / Cathy  | Channel 7 | Teerapat Sajakul & Usamanee Vaithayanon                      |
| 2013 | Mor Ruk Mor Pleng                                                                     | Mor Ruk          | Channel 7 | Weeradon Wangcharoenporn                                     |
| 2014 | Ngao (Địa ngục kinh hoàng)                                                            | Chalinee         | Channel 7 |                                                              |
| 2017 | Club Friday The Series Season 9: Ruk Tong Laek (Yêu phải đánh đổi / Hôn Nhân Bất Ngờ) | Tai              | GMM 25    | Pidsanu Nimsakul                                             |
| 2021 | Tawan Tok Din                                                                         | Sawika           | Amarin TV | Pidsanu Nimsakul                                             |
|      | Pakarang See Dum                                                                      | Sarai            | Channel 3 | Gundon Akasan                                                |

### Phim điện ảnh
| Năm  | Tựa                                 | Vai  | Đóng với             |
| ---- | ----------------------------------- | ---- | -------------------- |
| 2008 | Saphai Brue (Scary Daughter In Law) | Nual | Noppon Phitaklopanit |